# Fontaine-au-Bois

Fontaine-au-Bois este o comună în departamentul Nord, Franța. În 1 ianuarie 2022 avea o populație de 691 de locuitori.